# Сьюдад-Боливар (Колумбия)
Сьюдад-Боливар (исп. Ciudad Bolívar) — город и муниципалитет на западе Колумбии, на территории департамента Антьокия. Входит в состав субрегиона Юго-западная Антьокия.

## История
Поселение из которого позднее вырос город было основано 5 августа 1839 года. Муниципалитет Сьюдад-Боливар был выделен в отдельную административную единицу в 1869 году.

## Географическое положение

Муниципалитет Сьюдад-Боливар

Город расположен в юго-западной части департамента, в гористой местности Западной Кордильеры, на расстоянии приблизительно 60 километров к юго-западу от Медельина, административного центра департамента. Абсолютная высота — 1247 метров над уровнем моря.

Муниципалитет Сьюдад-Боливар граничит на севере с муниципалитетом Сальгар, на востоке — с муниципалитетами Пуэблоррико и Испания, на юге — с муниципалитетом Бетания, на западе — с территорией департамента Чоко. Площадь муниципалитета составляет 282 км².

## Население
По данным Национального административного департамента статистики Колумбии, совокупная численность населения города и муниципалитета в 2012 году составляла 27 458 человек.
Динамика численности населения муниципалитета по годам:
| 2005   | 2006   | 2007   | 2008   | 2009   | 2010   | 2011   | 2012   |
| ------ | ------ | ------ | ------ | ------ | ------ | ------ | ------ |
| 28 279 | 28 166 | 28 051 | 27 935 | 27 818 | 27 699 | 27 579 | 27 458 |

Согласно данным переписи 2005 года мужчины составляли 50,3 % от населения Сьюдад-Боливара, женщины — соответственно 49,7 %. В расовом отношении белые и метисы составляли 93,8 % от населения города; негры, мулаты и райсальцы — 5,3 %, индейцы — 0,9 %.
Уровень грамотности среди всего населения составлял 79,9 %.

## Экономика
Основу экономики Сьюдад-Боливара составляют выращивание кофе, животноводство и туризм.

60,7 % от общего числа городских и муниципальных предприятий составляют предприятия торговой сферы, 26,6 % — предприятия сферы обслуживания, 11,2 % — промышленные предприятия, 1,5 % — предприятия иных отраслей экономики.